# Interpretações alegóricas de Platão

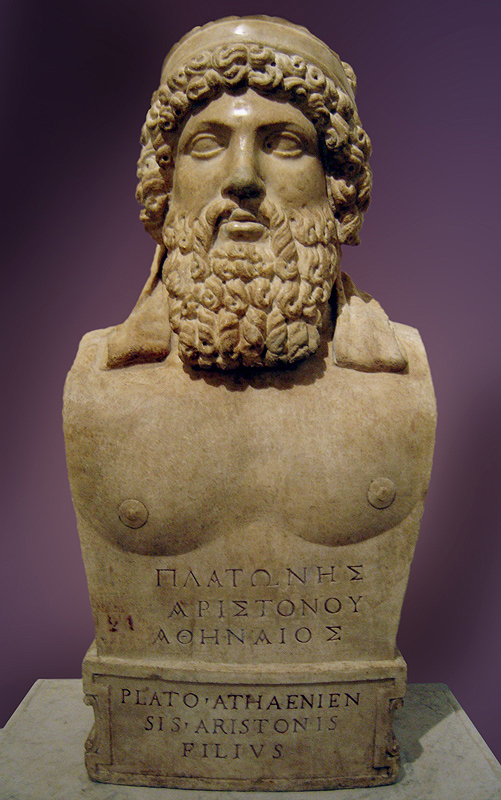
Herma de Platão. A inscrição grega diz 'Platão [filho] de Ariston, ateniense' (Roma, Museu Capitolino, 288).

Muitos intérpretes de Platão sustentaram que seus escritos contêm passagens com duplo significado, chamadas 'alegorias' ou 'símbolos', que dão aos diálogos camadas de significado figurativo, além de seu significado literal usual. Essas interpretações alegóricas de Platão foram dominantes por mais de mil e quinhentos anos, desde o primeiro século EC até o Renascimento e ao século XVIII, e foram defendidas por figuras importantes como Plotino, Proclo e Ficino. Começando com Fílon de Alexandria (1 a. C.), essas visões influenciaram a interpretação judaica, cristã e islâmica de suas sagradas escrituras. Elas se espalharam amplamente no Renascimento e contribuíram para a moda de alegoria entre poetas como Dante, Spenser e Shakespeare.
No início do período moderno, a erudição clássica rejeitou as alegações de que Platão era um alegorista. Após essa ruptura, os antigos seguidores de Platão, que leram os diálogos como alegorias sustentadas, foram rotulados de "neoplatônicos" e considerados como uma aberração. Após o artigo pioneiro de Tate, de 1929, 'Plato and Allegorical Interpretation', estudiosos começaram a estudar a abordagem alegórica de Platão por si só, tanto como pano de fundo essencial para os estudos de Platão quanto como um episódio importante na história da filosofia, da crítica literária, hermenêutica e simbolismo literário. Os historiadores passaram a rejeitar qualquer divisão simples entre platonismo e neoplatonismo, e a tradição de ler Platão alegoricamente agora é uma área de pesquisa ativa.
As definições de 'alegoria', 'simbolismo' e 'significado figurado' evoluíram com o tempo. A palavra 'alegoria' (grego para 'dizer outro') tornou-se mais frequente no início dos séculos EC e se refere à linguagem que tinha algum outro significado além de seu significado usual ou literal. No início da Atenas clássica, era comum falar de "subentendidos" (gr., Hyponoiai), que se referiam a significados ocultos ou mais profundos. Hoje, muitas vezes se diz que alegoria é uma sequência sustentada de metáforas dentro de uma obra literária, mas essa não era claramente a definição antiga desde então, uma única passagem ou mesmo um nome poderia ser alegórica. Geralmente, os significados em mudança de tais termos devem ser estudados dentro de cada contexto histórico.

## Alegoria nos diálogos de Platão

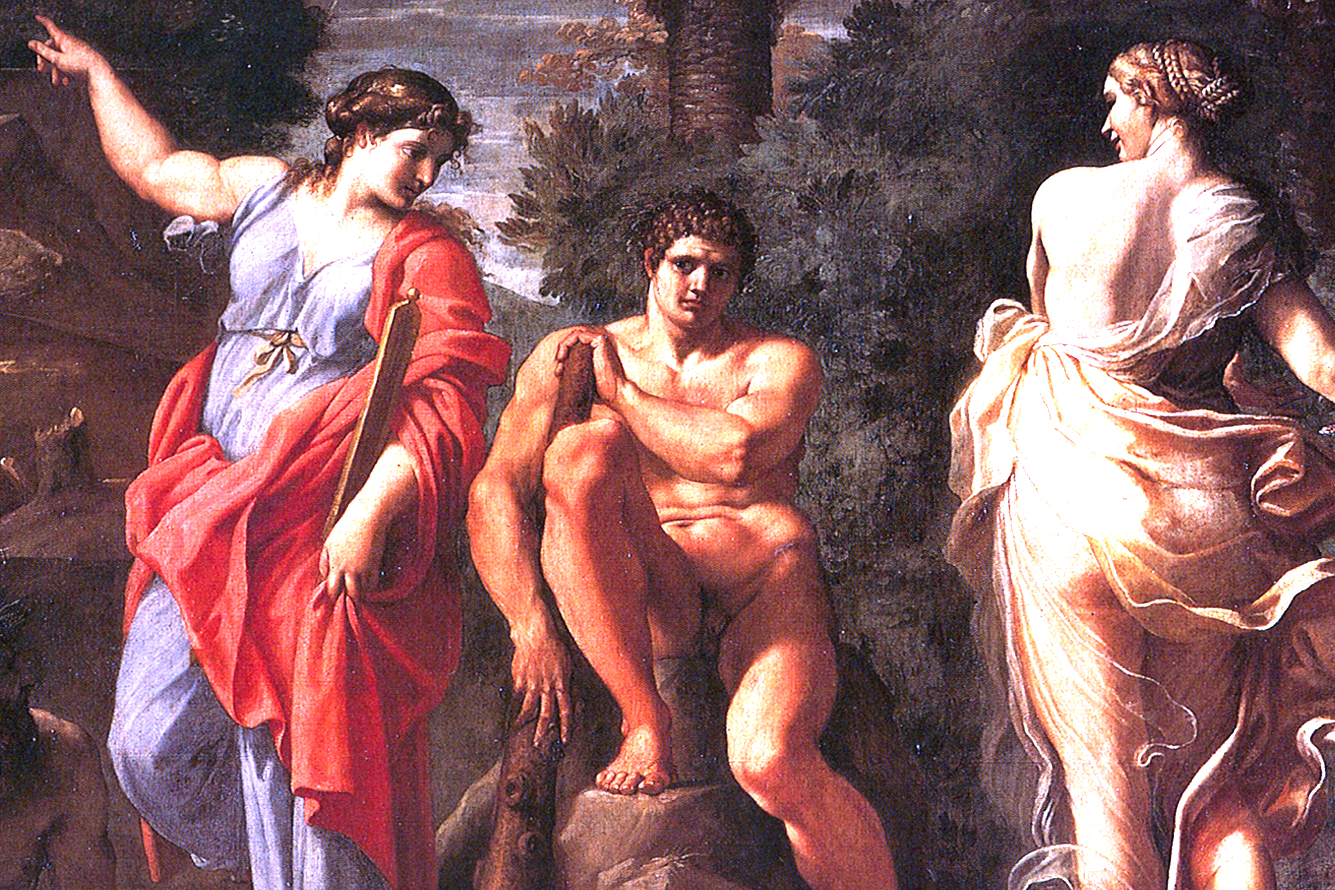
A alegoria grega começou com personificações na mitologia grega (Eros é amor, Atena é sabedoria). A alegoria filosófica grega pode ter começado com Parmênides ou Empédocles, mas é clara no amigo de Sócrates, Pródico, o Sofista, e em seu famoso conto de "Hércules na Encruzilhada". Discutido por Xenofonte, os neoplatônicos e muitos outros, tornou-se conhecido novamente na Idade Média e na Renascença. À esquerda, Virtude está chamando Hércules para o caminho mais alto da glória através das dificuldades, enquanto Vício o seduz para a vida fácil do prazer (Annibale Carracci, A Escolha de Hércules, detalhe, 1596, Museu Nacional de Capodimonte).

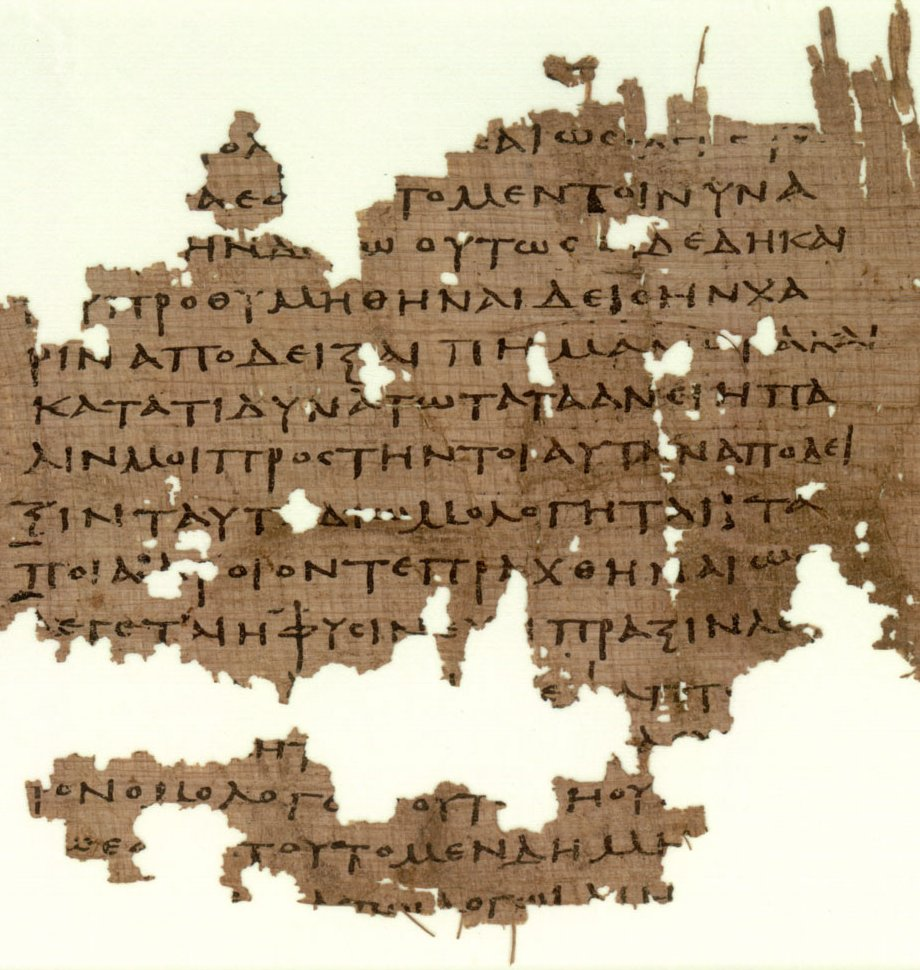
Papirus Oxyrhynchus, com fragmento da República de Platão

Quando jovem, Platão encontrou debates nos círculos em torno de Anaxágoras e Sócrates sobre se os poemas de Homero continham alegorias. Platão se refere a esses debates e transformou as alegorias e a natureza da alegoria em um tema de destaque em seus diálogos. Ele usa muitos dispositivos alegóricos e chama explicitamente a atenção para eles. Na Alegoria da Caverna, por exemplo, Platão conta uma história simbólica e interpreta seus elementos um por um (Rep. 514a1 e segs.). No Fedro, Sócrates critica aqueles que oferecem explicações racionalistas e alegóricas para os mitos (229c6 e segs.). As próprias visões de Platão sobre interpretação alegórica, ou "alegorese", há muito são debatidas. Ford concluiu que: 
 A alegoria é vista por Platão como um método incerto e perigoso no que diz respeito às crianças, mas ele nunca nega abertamente a possibilidade de ser usada de uma maneira mais filosófica. Na passagem da República (378d) em que rejeita a alegoria, as razões são principalmente pedagógicas e sociais, em vez de teológicas ou metodológicas... A inquietação de Platão é focada nos popularizadores da interpretação sutil, não no método em si ... 
 O núcleo da filosofia de Platão é a Teoria das Formas (ou Ideias), e muitos escritores viram nessa teoria metafísica uma justificativa para o uso da alegoria literária. Fletcher, por exemplo, escreveu: 
 A teoria platônica das ideias tem dois aspectos que levam a interpretações alegóricas de signos e coisas ... Falar em "a ideia de uma coisa" é quase invocar o processo alegórico, pois a ideia transcende a coisa, da mesma forma que a do a ficção do alegorista parte do sentido literal de uma enunciação ... Mais importante é o arranjo platônico da teoria das ideias como uma vasta construção hierárquica, das formas mais baixas às mais altas ... Ao questionar o valor essencial da natureza material, a dialética platônica abre o caminho para a espiritualização da natureza e, no caso do próprio Platão, isso leva ao uso da alegoria exatamente no momento em seus diálogos em que a análise da natureza alcançou o ponto mais alto de transcendência que pode ser descrito em termos naturais e humanos. 
 Muitos acreditam que Platão foi influenciado pelos pitagóricos. Como outras seitas antigas, eles tinham a reputação de ter doutrinas secretas e rituais secretos. Os escritores antigos, no entanto, os associaram especialmente a "símbolos" usados para ocultar seus segredos. Os pitagóricos pareciam estender o significado desse termo para incluir frases curtas que desempenharam o papel de senhas secretas ou respondiam enigmas ritualizados. Struck traça a maneira como esse uso foi ampliado para abranger o simbolismo literário e, portanto, por que os pitagóricos às vezes são creditados com a invenção de tal simbolismo.

## Os primeiros intérpretes de Platão
Na Academia, uma famosa disputa sobre o mito da criação no Timeu de Platão mostra que alguns dos primeiros seguidores de Platão não estavam lendo os diálogos literalmente: Espeusipo, Xenócrates e Polemo interpretaram figurativamente uma passagem essencial no Timeu.
Depois que Aristóteles deixou a Academia e fundou sua própria escola, ele não parecia compartilhar da ambivalência em relação à alegorese expressa nos diálogos de Platão. Ele considerava os mitos gregos antigos, por exemplo, como expressões alegóricas de verdades filosóficas: 
 Uma herança foi transmitida desde os tempos mais antigos até os últimos, na forma de um mito, de que existem deuses e que o divino envolve toda a natureza. O resto [das histórias antigas] foi expresso miticamente, o que é apropriado para convencer pessoas sem instrução ... Elas até disseram que os deuses tinham formas humanas e eram semelhantes aos outros animais ... Se a primeira [afirmação], de que eles acreditavam os deuses são realidades fundamentais, são tomados separadamente [das histórias míticas], então elas certamente falaram uma verdade inspirada ... (Met. 1074a38 - b13). 
 No entanto, quando Aristóteles discutiu passagens nos diálogos de Platão, ele as interpretou literalmente. Os escritos de Aristóteles são hostis ao pitagorismo e geralmente a palavras pouco claras em discursos públicos. Aristóteles mostra ou que os estudantes imediatos de Platão costumam ler os diálogos literalmente ou que ele próprio Aristóteles não foi iniciado na seita pitagórica e, assim, perdeu as alegorias que leitores posteriores encontraram nos diálogos.
Nos dois séculos após a morte de Platão em 347 a. C., havia um interesse sustentado na filosofia de Platão, mas pouca evidência sobrevivente de esforços cuidadosos entre seus primeiros seguidores para interpretar os diálogos (esses, é claro, não pretendem dar as próprias opiniões de Platão). As primeiras gerações de 'dogmáticos' depois de Platão, no início da Academia, estavam geralmente preocupadas com as doutrinas, argumentos e problemas de Platão, mas não com leituras detalhadas dos textos de Platão. Aparentemente, nenhum comentário sobre os diálogos foi escrito no início da Academia até Crantor (falecido por volta de 290 a. C.). Os dogmáticos foram seguidos por 'céticos', que interpretaram os diálogos principalmente como profissões de ignorância socrática. Dörrie ressalta que a noção de interpretar de maneira abrangente os textos de Platão ainda não havia surgido: 
 ... a questão hermenêutica [de como interpretar os textos de Platão] não foi colocada ... Hoje, a exigência de que uma interpretação deva partir de uma avaliação da totalidade (des gesamten Habitus) de um texto pareceria óbvia e até banal. No entanto, mesmo na filologia moderna, essa demanda foi reconhecida como válida nas últimas duas ou no máximo três gerações... 

## A virada alegórica: neopitagorianismo
À medida que o interesse por Platão se espalhava de Atenas a Alexandria e outras cidades do Mediterrâneo, houve um desvio das doutrinas adotadas pela Academia em direção à leitura direta dos próprios diálogos. A partir desse período, a abordagem alegórica da leitura de Platão tornou-se cada vez mais a norma. Essa mudança histórica coincidiu com o ressurgimento do interesse no pitagorismo por volta do primeiro século AEC. Neopitagóricos como Numênio logo começaram a afirmar que as doutrinas pitagóricas estavam simbolicamente incorporadas nos diálogos de Platão. Um dos trabalhos de Numênio foi intitulado Sobre o Desacordo dos Acadêmicos com Platão e outro Sobre os Segredos ou Doutrinas Reservadas em Platão. Tarrant resumiu os pontos de vista dos neopitagóricos, dizendo que eles acreditavam (em itálico original): 
 ... que as doutrinas pitagóricas estão ocultas em Platão, que por uma razão ou outra é relutante em revelá-las, e que o verdadeiro pitagorismo pode ser deslindado dos textos platônicos por meio de uma interpretação aprofundada... parece seguro dizer que algo bastante esotérico é regularmente detectado sob o texto de Platão, ocultando detalhes da suposta metafísica pitagórica que os pitagóricos, quase por uma questão de fé, supunham nele existir. 
 Pensa-se às vezes que o platonismo médio evitou a interpretação alegórica, mas a pesquisa de Dillon encontrou "continuidade relativa" com os neoplatônicos posteriores: "pelo menos no final do período platônico médio, houve desenvolvimentos na exegese que antecipavam, em certa medida, a alegorização dos neoplatônicos. A atribuição rotineira de significados ocultos a Platão entre os platonistas médios pode ser encontrada, por exemplo, em Plutarco (c. 45 - 125 EC), um sacerdote dos mistérios eleusianos e talvez um sucessor platônico.

## Predomínio do Platão alegórico: neoplatonismo

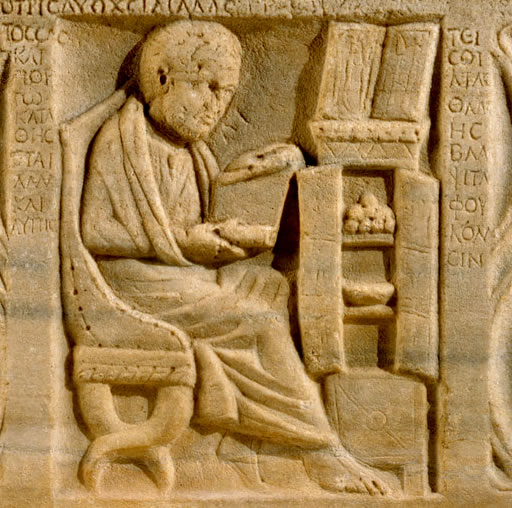
A representação mais antiga de um gabinete de livros romanos ou armarium, com pergaminhos no interior, na prateleira superior. De um sarcófago datado de 200 a 300 EC, ou seja, mais ou menos na época em que Plotino estava em Roma. Embora encontrada em Óstia, um porto perto de Roma, a inscrição grega sugere um residente grego. O estojo aberto contendo instrumentos cirúrgicos na parte superior do gabinete, os outros pergaminhos e uma bacia para sangria de pacientes dentro do gabinete sugerem um médico instruído (Metropolitan Museum of Art, NY, 48.76.1).

Os historiadores modernos chamam os seguidores de Platão nos primeiros séculos EC de "neoplatônicos". Eles foram os defensores mais importantes e vigorosos da interpretação alegórica de Platão. Plotino, considerado o fundador do neoplatonismo, costuma dizer que os diálogos de Platão têm "sentidos subjacentes" (hyponoiai). Sua Enéadas III.5 é uma interpretação alegórica estendida de passagens do Banquete de Platão.
Os comentários sobreviventes sobre os diálogos de Platão por neoplatônicos, como Proclo, contêm interpretações alegóricas estendidas. O comentário de Proclo sobre o Parmênides de Platão diz, por exemplo, que o narrador Antifonte não poderia ter ignorado o "segredo" ou o "significado mais profundo" do diálogo (682). próprio Proclo vê os personagens do diálogo como símbolos de princípios metafísicos: Parmênides é uma representação do divino, Zenão do Intelecto e Sócrates do Intelecto em particular (628). Proclo argumenta geralmente que: 
 Os escritos de caráter genuinamente profundo e teórico não devem ser comunicados, exceto com a maior cautela e consideração, para não expor inadvertidamente à audiência desleixada e negligência do público os pensamentos inexprimíveis das almas divinas (718, cf. 1024). . 
 Proclo alega que o Parmênides geralmente comunica seu significado por meio de alegoria ou subsignificados. Um professor, diz ele, não 'fala claramente, mas se contentará com indicações; pois deve-se expressar verdades místicas misticamente e não divulgar doutrinas secretas sobre os deuses' (928). O método de instrução do diálogo é 'empregar símbolos, indicações e enigmas, um método próprio da mais mística das doutrinas ...' (1027).

 Um neoplatônico tardio, Macróbio mostra que no século V EC as interpretações alegóricas de Platão eram rotineiras: 
 Por isso, Platão, quando se comoveu a falar sobre o Bem, não se atreveu a dizer o que era ... filósofos fazem uso de narrativas fabulosas; não sem um propósito, no entanto, nem apenas para entreter, mas porque eles percebem que uma exposição franca e nua (abertura nudamque) de si mesma é desagradável para a Natureza, que, assim como ela reteve uma compreensão de si mesma do sentido grosseiro dos homens envolvendo-se em roupas variadas, também desejou que seus segredos fossem manuseados por indivíduos mais prudentes por meio de narrativas fabulosas ... Somente homens eminentes de inteligência superior obtêm uma revelação de suas verdades ... (I.17-18). 

## Efeitos na hermenêutica judaica, cristã e islâmica
No período helenístico (séculos III - I AEC), a interpretação alegórica era predominantemente uma técnica grega associada aos intérpretes de Homero, aos estoicos e, finalmente, Platão. Fílon de Alexandria (c. 25 AEC - c. 50 EC), um estudioso judeu com educação grega, aplicava sistematicamente a abordagem alegórica das escrituras judaicas. Isso teve consequências de longo alcance para controvérsias posteriores sobre métodos de interpretação da Bíblia cristã e, por sua vez, prepararam o terreno para a rejeição moderna das interpretações alegóricas de Platão.
Fílon de Alexandria acreditava que as doutrinas nos diálogos de Platão e nas escrituras judaicas (a Torá) eram tão semelhantes que Platão deve ter emprestado sua filosofia dos judeus. Filo sustentou que, antes de Platão escrever seus diálogos, ele deve ter viajado para o Egito e estudado os ensinamentos do profeta judeu Moisés. As abrangentes e alegóricas reinterpretações das escrituras judaicas de Fílon encontraram evidências de que a Teoria das Formas de Platão era conhecida séculos antes de Platão. As teorias de Fílon tiveram pouco efeito imediato sobre os teólogos judeus, que parecem nunca ter mencionado ele ou seus volumosos escritos.

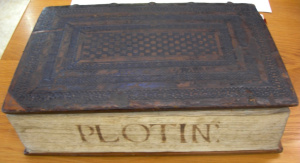
A edição de 1492 da Universidade de Oxford das Enéadas de Plotino, traduzida para o latim por Ficino, com sua encadernação quadriculada original encadernada em couro sobre tábuas de madeira. Buracos para grampos de corrente e o título do manuscrito no bloco de texto mostram que volumes encadeados eram guardados nas estantes com suas lombadas ao fundo. Pensa-se que esta cópia tenha pertencido à biblioteca real do rei Filipe II da Espanha

Orígenes (184/185 - 253/254 d. C.) foi 'o maior estudioso das escrituras no início do cristianismo ...' Ele adotou e estendeu a abordagem de Fílon de Alexandria e aplicou interpretação alegórica aos livros do Novo Testamento cristão. Orígenes passou a primeira metade de sua carreira em Alexandria e conhecia bem os escritos de Platão. Ramelli resume a relação entre Fílon e Orígenes: 
 A alegoria era uma ferramenta poderosa que permitiu a Fílon interpretar as Escrituras [judaicas] à luz do platonismo... Orígenes tende expressamente a se referir a Fílon como um predecessor precisamente em pontos cruciais para seu método alegórico das Escrituras. Isso sugere fortemente que Fílon foi seu principal inspirador da própria técnica da alegorese filosófica das Escrituras, e que Orígenes estava bem ciente disso e reconheceu sua dívida... Fílon foi o primeiro intérprete filosófico sistemático da Bíblia que a leu alegoricamente, e Orígenes foi o primeiro e o maior que o fez no cristianismo. 
 Embora Orígenes fosse uma figura controversa, sua influência sobre outros grandes teólogos cristãos como Eusébio, Gregório de Nissa, Ambrósio e Jerônimo foi "ampla e profunda". Orígenes sustentou que as passagens da Bíblia tinham um sentido literal e, além disso, dois sentidos alegóricos. Mais tarde, isso foi ampliado, especialmente pelos escolásticos medievais, para a famosa doutrina de que as passagens bíblicas tinham um "sentido quádruplo" - literal, moral, alegórico e anagógico. Lubac, em seus três volumes de trabalho sobre a história dessa técnica, disse que 'a doutrina do "sentido quádruplo" que, desde o início da Idade Média, esteve no centro da exegese [bíblica], manteve esse papel até o fim.' Os protestantes mais tarde se queixaram de que a Igreja Católica Romana usava alegoria para fazer a Bíblia significar o que quisesse e, assim, reforçar a autoridade da Igreja: 
 Manter o sentido quádruplo era para o romanismo medieval [isto é, a Igreja Católica] uma questão de vida e morte. Era necessário para o seu poder que a posse dogmática e a autoridade tradicional reinassem supremas. Quanto mais engenhosamente os textos eram manipulados em seus interesses, mais alto ela proclamava que tais interpretações eram "espirituais" e devidas à "graça iluminadora". 
 Em suma, as técnicas de interpretação alegórica aplicadas aos diálogos de Platão tornaram-se centrais na tradição europeia de ler textos filosóficos e - depois da intervenção de Fílon - de textos religiosos.
O grau em que o neoplatonismo e seus métodos alegóricos influenciaram a tradição muçulmana é controverso e diferentes estudiosos têm opiniões diferentes. É claro que os escritos de Plotino, Proclo e outros neoplatônicos foram traduzidos para o árabe desde cedo. Misturando com tradições locais, a alegoria e interpretação alegórica tornou-se central na filosofia, teologia e literatura muçulmana. Em graus variados, eles influenciaram teólogos filosóficos muçulmanos como Al-Kindi (dc 866), Al-Farabi (c. 870 - 950), Avicena (980-1037) e Averróis (1126–1198). Por outro lado, alguns versículos do Corão são considerados alegóricos e alguns vêem isso como um endosso inicial da alegoria. Algumas seitas islâmicas, como o sufismo, são amplamente baseadas na interpretação alegórica do Alcorão.

## Renovação do domínio alegórico de Platão no Renascimento: Ficino

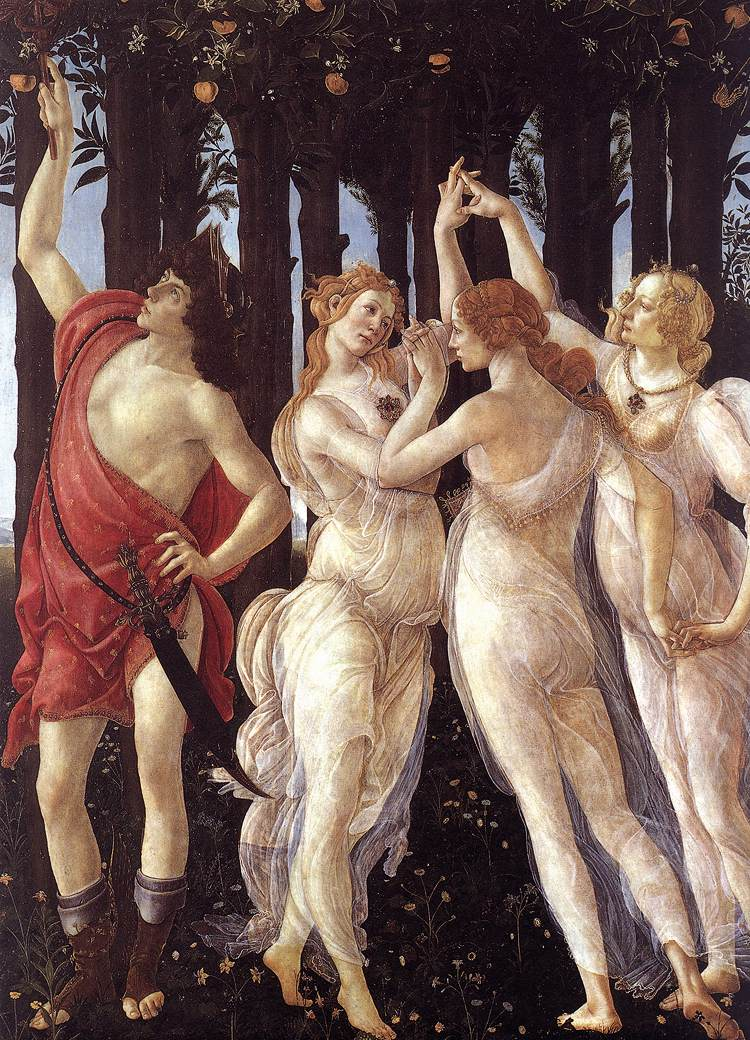
Primavera de Botticelli (detalhe, c. 1482). Os pintores florentinos lideraram a mudança renascentista de temas religiosos para pagãos, alegóricos. Lorenzo de Medici era o patrono de Botticelli e Ficino, e cartas existentes sugerem que Ficino pode ter sido consultado sobre os assuntos das pinturas de Botticelli.

Embora quase todos os diálogos de Platão não estivessem disponíveis na Europa Ocidental durante a Idade Média, o neoplatonismo e sua filosofia alegórica tornaram-se conhecidos por vários canais: 
 Todo pensamento medieval até o século XII era neoplatônico e não aristotélico; e autores populares da Idade Média, como Agostinho, Boécio e Pseudo-Dionísio, transportaram o neoplatonismo cristão para a Inglaterra, como fizeram em todas as outras partes da Europa Ocidental. 
 A partir do século XII, as obras de Aristóteles tornaram-se cada vez mais disponíveis e sua filosofia passou a dominar o escolasticismo medieval tardio.
Os diálogos de Platão foram preservados no Império Bizantino e as traduções em latim de diálogos individuais começaram a aparecer na Itália no início do Renascimento. Marsilio Ficino (1433 - 1499) publicou a primeira tradução completa em 1484 e isso rapidamente espalhou o conhecimento direto de Platão por toda a Europa Ocidental: 
 Sua publicação ... foi um evento intelectual de primeira magnitude desde que eles estabeleceram Platão como uma autoridade recém-descoberta para o Renascimento, que agora podia ter precedência sobre Aristóteles, e cujo trabalho ... era de profundidade suficiente para ser colocado acima do de seu rival. 
 As traduções de Ficino ajudaram a transformar o platonismo renascentista em "uma força progressista atacante sitiando a fortaleza cultural conservadora que defendia o aristotelismo dos escolares ... o apoio mais firme à ordem estabelecida".
Os comentários e traduções de Ficino garantiram que a abordagem neoplatônica e alegórica de Platão se tornasse a norma em toda a Europa Ocidental. Ficino estava lendo neoplatonistas, como Proclo, no início dos anos 1460. Como disse Hankins, Ficino, 'como os alegoristas [neoplatônicos] acreditava que Platão empregava a alegoria como um dispositivo para esconder doutrinas esotéricas do vulgar ...' Seu comentário sobre o Fedro de Platão, por exemplo, interpreta francamente passagens alegoricamente e reconhece suas dívidas aos neoplatônicos antigos:

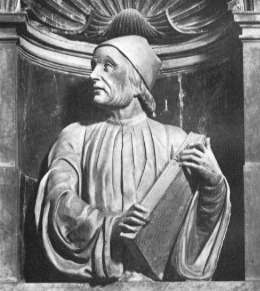
Busto de Marsilio Ficino na catedral de Florença (por A. Ferrucci, 1521). Ele parece tocar sua tradução de Platão como uma lira

 A fábula das cigarras (230c) exige que a tratemos como uma alegoria, uma vez que as coisas superiores também, como as poéticas, são quase todas alegóricas ... Assim, pareceu aos platonistas, não apenas aos [neoplatônicos como] Hérmias mas também a Jâmblico. Em parte, sigo seus passos, mas em parte ando em uma linha torta com base na probabilidade e na razão. Além disso, o próprio Sócrates sente obviamente a necessidade de alegoria aqui ... 
 A leitura cristã, neoplatônica e alegórica de Ficino de Platão "tendeu a moldar a interpretação aceita dessas obras do século XVI ao XVIII."

## A virada literalista: de Lutero a Brucker
Nos séculos XVI e XVII, a Reforma Protestante e as guerras religiosas que devastaram grande parte da Europa Ocidental eram em parte significativa sobre autoridade religiosa e, portanto, sobre como interpretar a Bíblia. Os protestantes acusaram que muitas tradições e doutrinas católicas (mesmo o dogma de que Deus era uma Trindade) não tinham base nos Evangelhos; Os católicos afirmaram ter experiência na leitura da Bíblia que lhes dava acesso especial a suas verdades mais profundas. A antiga técnica de interpretação alegórica, a base da exegese católica, tornou-se, assim, uma questão política ferozmente contestada. Essa controvérsia veio depois transformar a maneira como Platão era lido.
O famoso slogan de Martin Luther, "somente a escritura" (sola scriptura), implicava que o texto da Bíblia poderia ser lido por si só, sem as elaboradas tradições de alegoria da Igreja Católica. Juntamente com outras figuras importantes da Reforma, Lutero, portanto, atacou e rejeitou a alegorese católica: 
 ... o mais valioso dos princípios hermenêuticos de Lutero [foi] sua insistência na primazia do sentido literal ou gramatical-histórico. Ele resolutamente deixou de lado o domínio verbal envolvido na múltipla exegese dos Escolares e firmemente se posicionou sobre o significado claro e óbvio da Palavra... ele insistiu enfaticamente na prioridade e superioridade do sentido literal. Por mil anos, a Igreja havia sustentado seu edifício teológico por meio de uma exegese autorizada que dependia da alegoria como principal meio de interpretação. Lutero deu um golpe mortal neste ponto vulnerável. Por sua própria experiência no mosteiro, ele conhecia a futilidade da alegorização - e a estigmatizou como "mero malabarismo", "uma alegre caçada". "truques de macaco" e "conversa fiada". 
 Os católicos responderam no Concílio de Trento que somente a Igreja e suas tradições podiam interpretar autoritariamente o significado da Bíblia.

As guerras religiosas europeias (séculos XVI – XVII) foram em parte sobre autoridade religiosa e de quem era legítima a interpretação da Bíblia, e, portanto, a alegoria se tornou uma questão política. Apenas na Guerra dos Trinta Anos (1618-1648), houve talvez cinco a dez milhões de baixas e a população alemã foi reduzida em algumas regiões em 25 a 40%. Representação da Batalha da Montanha Branca, uma das batalhas decisivas da Guerra dos Trinta Anos, de Pieter Snayers (1620, Bayerisches Armeemuseum, Ingolstadt).

Os estudiosos protestantes começaram estudos críticos do texto do Novo Testamento grego que levaram a uma reavaliação de toda a literatura antiga. Os protestantes logo passaram a enfatizar que os 'alexandrinos' ou neoplatônicos haviam introduzido uma interpretação alegórica no cristianismo, e assim a hostilidade à alegoria se tornou hostilidade ao neoplatonismo. Logo surgiram violentas disputas sobre se os neoplatônicos haviam corrompido os primeiros teólogos cristãos e, assim, levaram a Igreja para longe do cristianismo "puro" dos Evangelhos.
Essas controvérsias teológicas moldaram a erudição clássica moderna. Eles são refletidos na grande história acadêmica da filosofia por Brucker, sua Critical History of Philosophy (1742-1744), que, por exemplo, culpa os neoplatônicos por corromperem a Igreja Católica Romana: 
 A seita eclética [dos neoplatônicos], assim levantada sobre os fundamentos da superstição, entusiasmo [isto é, misticismo] e impostura, provou a ocasião de muita confusão e malícia tanto para a religião e filosofia cristã ... Ideias e opiniões pagãs foram gradualmente misturados com a pura e simples doutrina do Evangelho ... [e] corromperam a pura religião de Cristo; e sua igreja se tornou um campo de disputa e um berçário de erros. 
 Brucker era abertamente desdenhoso em relação aos neoplatônicos: "Perdidos em sutilezas, esses pretendentes à sabedoria superior estavam sempre tentando explicar por semelhanças imaginárias e distinções arbitrárias o que eles provavelmente nunca entenderam". Brucker reconheceu que os neoplatônicos se consideravam simplesmente platonistas, mas negavam que fosse esse o caso: 
 A seita eclética [mais tarde chamada de neoplatônicos] não é conhecida entre os escritores antigos sob nenhum nome distinto; por essa razão óbvia, que seus mais célebres apoiadores preferiram se passar ao mundo como platônicos, do que assumir um novo título; mas que a seita realmente existia como tal [como seita separada com novas doutrinas], ninguém que atenda aos fatos ... pode ter uma dúvida ... Eles tentaram esconder os absurdos da antiga religião [pagã] lançando sobre suas fábulas o véu da alegoria, e assim os representando como fundados em verdades imortais ... os filósofos alexandrinos, embora tenham fundado seu sistema principalmente na doutrina de Platão, se afastaram dele em muitos detalhes. 
 Para Brucker, os comentaristas alegóricos de Platão eram 'loucos, mentirosos, impostores, falsificadores vaidosos e tolos de uma filosofia mais detestável e falsa ...' Assim, em meados da década de 1700, a interpretação alegórica foi atribuída aos neoplatônicos e os neoplatônicos não eram mais platonistas.
A visão negativa de Brucker sobre o neoplatonismo foi espalhada por toda a Europa pela Enciclopédia francesa de Diderot e D'Alembert, que classificou o neoplatonismo como uma 'superstição' no artigo Eclectisme.
O declínio das interpretações alegóricas de Platão fazia parte de uma rejeição em toda a Europa da alegoria tradicional através da literatura, religião e filosofia. Durante os séculos XVII e XVIII, '... a alegoria tem sua saída forçada pelos portadores de padrões da modernidade: empirismo, historiografia [rigorosa], realismo e discurso claro e racional ... essas mudanças produziram o fim da alegoria baseada em ideias platônicas, teologia cristã ou versões sincréticas dessas ...' Goethe (1749 - 1832) famosamente elevou o 'símbolo' e denegriu a alegoria em suas Máximas e Reflexões. Na erudição clássica, o trabalho de Friedrich August Wolf (1759 - 1824) marca a rejeição final dos métodos alegóricos. Ele influenciou a defesa de que os clássicos deveriam abandonar os métodos literários e se tornar uma "ciência da antiguidade" mais rigorosa (Altertumswissenschaft).

## Ascensão do esoterismo moderno: Tennemann à escola de Tübingen

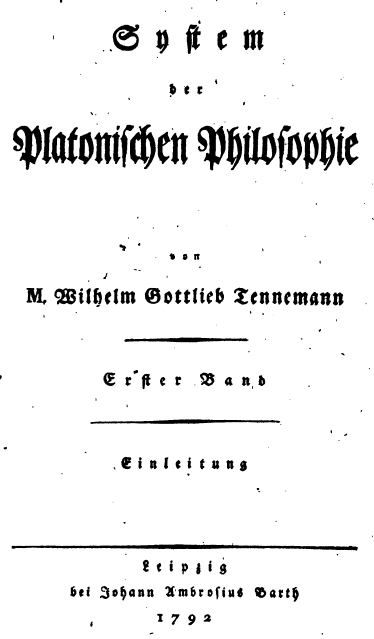
Tennemann, Sistema de Filosofia Platônica (1792) Considerada a primeira monografia moderna de Platão, o estudo de Tennemann interpretou Platão como um racionalista e acreditava que um sistema lógico e filosófico estava oculto nos diálogos

Depois que os primeiros estudiosos protestantes modernos terminaram a tradição de ler Platão alegoricamente, os filósofos alemães desenvolveram novas maneiras de encontrar significados mais profundos em Platão. Esses "esoteristas modernos" posteriormente reuniram evidências históricas que, eles argumentavam, mostravam que Platão expunha doutrinas secretas ou esotéricas oralmente transmitidas por seus alunos e seus sucessores. Essas abordagens rejeitam a alegoria da antiguidade e da Renascença, mas mantêm a distinção entre a superfície, o significado literal dos diálogos e as doutrinas esotéricas ocultas de Platão.
Embora Brucker tenha rejeitado as alegorias dos neoplatônicos, ele continuou a tradição de considerar Platão como um escritor esotérico que ocultava sua filosofia mais profunda. Brucker, no entanto, não fez nenhuma tentativa de revelar as doutrinas internas de Platão: 
 ... entre outras coisas que Platão recebeu da filosofia estrangeira, ele teve o cuidado de emprestar a arte de esconder suas verdadeiras opiniões. Sua inclinação para esse tipo de ocultação aparece na linguagem obscura que abunda em seus escritos e pode de fato ser aprendida com suas próprias afirmações expressas. 'É uma coisa difícil', diz ele, 'descobrir a natureza do Criador do universo; e sendo descoberto, é impossível, e até seria ímpio, expor a descoberta a entendimentos vulgares' (Timeu, 28) ... [Platão] propositadamente lançou um véu de obscuridade sobre suas instruções públicas, que só foram removidas para o benefício daqueles que foram considerados dignos de serem admitidos em suas palestras mais particulares e confidenciais. Este método oculto de filosofar ele foi induzido a adotar em resguardo à sua segurança pessoal e de motivos de vaidade ... 
 O filósofo Wilhelm Gottlieb Tennemann (1761 - 1819) negou influentemente que Platão era um místico (schwärmer) e o retratou como um precursor do racionalismo iluminista e da filosofia de Kant. Ecoando a sola scriptura de Lutero, Tennemann enfatizou que os diálogos de Platão eram a 'única fonte pura e clara' para a evidência sobre a filosofia de Platão, e, portanto, rejeitou os antigos comentários alegóricos. Como os neoplatônicos, no entanto, Tennemann argumentou longamente que Platão tinha uma "filosofia secreta" ou "esotérica". Com base nas críticas à escrita no Fedro de Platão e na Sétima Carta atribuída a Platão, Tennemann afirmou que Platão tinha razões práticas e filosóficas para reter suas 'doutrinas não escritas'. Tennemann finalmente apresentou seu grande projeto de leitura atenta e comparações entre os diálogos que, segundo ele, lhe permitiram reconstruir grande parte da filosofia esotérica perdida de Platão. Segundo Tigerstedt, 
 Tennemann, e não qualquer autor clássico, é o verdadeiro pai dos modernos esoteristas [sic]. Ele compartilha com eles uma suposição positiva e negativa: a crença de que qualquer filósofo digno do nome tem um sistema e a rejeição - articulada ou compreendida - da tentativa dos neoplatonistas de encontrar seu próprio sistema nos escritos de Platão. É a combinação dessas duas suposições que deu origem à moderna interpretação esotérica de Platão. 
 O renomado teólogo protestante Friedrich Schleiermacher (1768 - 1834), às vezes conhecido como o 'fundador da hermenêutica', publicou traduções dos diálogos de Platão que foram padrões por longo tempo na Alemanha e reforçaram a busca alemã pela filosofia esotérica de Platão por meio de novos tipos de interpretação sutil. A influente "Introdução Geral" de Schleiermacher às suas traduções de Platão rejeitou antigas interpretações esotéricas de Platão, mas elogiou e ampliou o esoterismo racionalista de Tennemann. Escrevendo durante a ascensão do romantismo alemão, Schleiermacher argumentou que a dissecção "analítica" de Platão de Tennemann precisava ser complementada por uma interpretação holística mais romântica ou psicológica de toda a obra de Platão: 
 ... àquela exposição analítica [da de Tennemann], da qual agora detemos há pouco tempo, com perfeição que excede em muito as tentativas anteriores, é um processo suplementar necessário para restaurar à sua conexão natural esses membros [os diálogos,] ... como exposições continuamente mais completas à medida que avançam ... para que, enquanto todo diálogo seja tomado não apenas como um todo em si, mas também em sua conexão com o resto ... [Platão] possa finalmente ser entendido como um Filósofo e um artista perfeito. 
 Isso exigiu um tipo de interpretação sutil, já que, em Platão, '... a investigação real é extraída de outra, não como um véu, mas, por assim dizer, uma pele adesiva, que oculta ao leitor desatento ... o assunto que deve ser devidamente considerado ou descoberto ... '

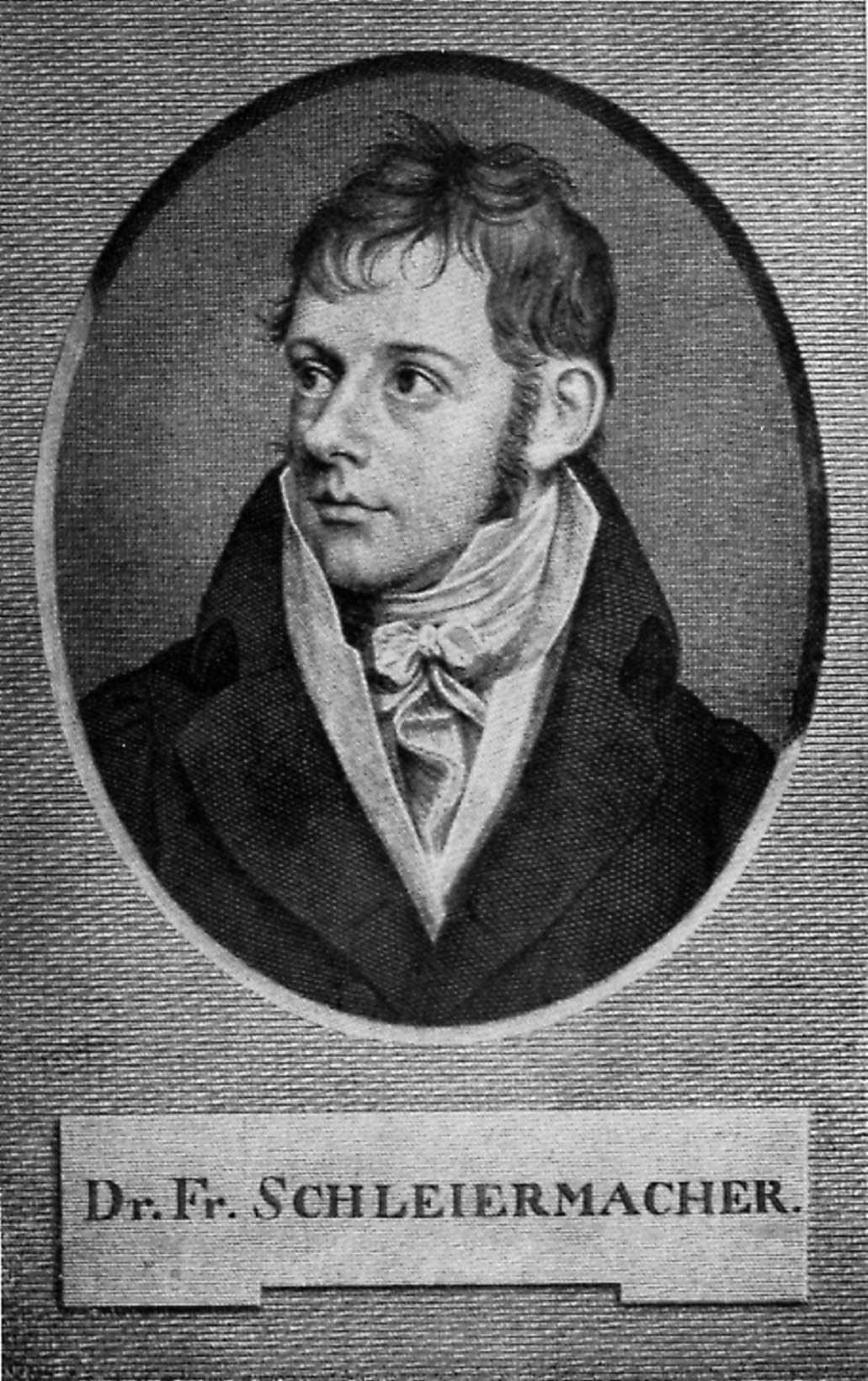
Uma gravura de Schleiermacher do início de sua idade adulta

Em meados do século XX, a chamada Escola de Tübingen, iniciada pelos estudiosos alemães Hans Joachim Krämer e Konrad Gaiser, levou as interpretações esotéricas de Platão a uma nova direção. É sabido que Aristóteles se refere aos "ensinamentos não escritos" de Platão e que os seguidores de Platão atribuem a ele teorias metafísicas que não são explicitadas nos diálogos. A Escola de Tübingen recolhe mais referências a essas teorias metafísicas mais tarde na antiguidade e conclui que Platão de fato tinha um ensino oral sistemático que ele manteve fora dos diálogos. Isso é esotérico no sentido literal: Platão o ensinou dentro dos muros de sua escola. Esses ensinamentos orais foram supostamente transmitidos ao longo dos séculos, e isso explica a confiabilidade das evidências da antiguidade tardia.
A Escola de Tübingen foi famosa por ser atacada pelos proeminentes estudiosos americanos Harold F. Cherniss e Gregory Vlastos e estudiosos de língua inglesa a partir de então tendiam a ser céticos. Em 1974, no entanto, Findlay publicou Plato: The Written and Unwritten Doctrines, que também usavam evidências dos neoplatônicos para discernir as doutrinas não escritas de Platão. Em 1983, Kenneth Sayre argumentou que os diálogos interpretados adequadamente continham alusões definidas à metafísica esotérica de Platão. Os adeptos da Escola de Tübingen são comuns na Alemanha e na Itália, mas em 2012 Nikulin observou: '... a maioria dos estudiosos do mundo anglo-americano permanece pouco convencida de que a interpretação de Tübingen ofereceu um vislumbre do histórico Platão.' John Dillon, no entanto, defendeu uma visão moderada. Ele aceita a evidência inicial de que Platão tinha uma metafísica mais elaborada do que aparece nos diálogos, mas duvida que houvesse transmissão oral contínua nos séculos posteriores.
O influente filósofo e teórico político americano Leo Strauss aprendeu sobre as interpretações esotéricas de Platão como estudante na Alemanha. Seu Persecution and the Art of Writing estendeu-as à visão controversa de que a escrita filosófica geralmente continha significados ocultos que podiam ser descobertos pela "leitura nas entrelinhas".

## Ascensão do revisionismo: Dodds, Tigerstedt e Kahn
Por vários séculos após a Reforma Protestante, o neoplatonismo foi condenado como uma distorção decadente e "oriental" do platonismo. Em um famoso ensaio de 1929, E. R. Dodds mostrou que concepções-chave do neoplatonismo podiam ser rastreadas desde sua origem nos diálogos de Platão, por meio de seus seguidores imediatos (por exemplo, Espeusipo) e dos neopitagóricos, a Plotino e os neoplatônicos. Assim, a filosofia de Plotino não era "o ponto de partida do neoplatonismo, mas seu ponto culminante intelectual". Mais pesquisas reforçaram essa visão e, em 1954, Merlan poderia dizer "A tendência atual é a de ponte, em vez de ampliar a lacuna que separa o platonismo do neoplatonismo".
A história de E. N. Tigerstedt sobre a separação da Reforma entre o neoplatonismo e o platonismo concluiu que seus motivos eram teológicos e portanto ilegítimos: '... muitos teólogos, a maioria, mas não todos eles protestantes, suspeitavam fortemente da influência maligna do platonismo sobre a teologia cristã ... a separação entre platonismo e neoplatonismo parece ter sido inspirada pelo desejo de dissociar Platão de seus seguidores posteriores, que eram considerados anticristãos, e assim manter a venerável visão de Platão como anima naturaliter Christiana [ 'uma alma cristã natural'].' Em 2013, Catana argumentou 
 ... a divisão entre Platonismo Médio e Neoplatonismo é justificada por Brucker por meio de suposições que são insustentáveis. Portanto, torna-se muito difícil manter uma divisão entre os dois períodos ... Acho que devemos abandonar completamente a divisão, pois não pode ser justificada da maneira essencialista proposta por Brucker. Dado o fato de que a divisão obscurece mais do que revela, estaríamos melhor sem ela. 
 Assim, estudos recentes transformaram o neoplatonismo de uma aberração que poderia ser ignorada em uma fase do platonismo.
Em 1996, o proeminente estudioso americano Charles Kahn defendeu uma "interpretação ingressiva" que lê abaixo da superfície e encontra temas neoplatônicos nos diálogos de Platão: 
 Por que tanta astúcia da parte de Platão? Por que os diálogos ... obscuramente sugerem doutrinas ...? No caso de Platão, sua lealdade vitalícia à forma de diálogo sugere uma aversão temperamental à afirmação direta, reforçada por muita reflexão sobre os obstáculos à comunicação bem-sucedida para uma visão filosófica ... [O modo indireto e sutil] de exposição de Platão, sugiro, foi escolhido por Platão por causa de seu agudo senso da distância psicológica que separa sua visão de mundo da de sua audiência ... a visão metafísica de Platão ... é reconhecidamente a de Plotino e os neoplatônicos ... 
 Embora Kahn não veja nenhum uso extensivo de alegoria ou simbolismo nos diálogos de Platão, sua abordagem exige um tipo de interpretação sutil que chega a conclusões que ele compara àquelas descobertas pela alegorese neoplatônica.